# طاعون إنتان الدم
طاعون إنتان الدم أو طاعون تلوث الدم (بالإنجليزية: septicaemic plague)‏ هو واحد من ثلاثة أشكال رئيسية من الطاعون. وهو ناتج عن يرسينيا بيستيس، وهي بكتيريا سالبة الجرام. طاعون إنتان الدم هو عدوى في الدم مهددة للحياة. انتشارها الأكثر شيوعا يتم من خلال لدغات البراغيث المصابة.
مثل بعض الأشكال الأخرى من البكتيريا سلبية الغرام التي تعفن الدم، طاعون إنتان الدم يمكن أن يسبب تخثر منتشر داخل الأوعية، وهو دائما مميت عندما لا تتم معالجته  (معدل الوفيات في القرون الوسطى كان بنسبة 99-100%).[بحاجة لمصدر] غير أن ذلك لا يحدث إلا في أقلية من الحالات من عدوى  اليرسينيا، لذلك  أقل من 5 آلاف شخص في السنة يكتسبون المرض. بل هو في الواقع من أندر الثلاثة أنواع من الطاعون؛ الأشكال الأخرى للطاعون هي الطاعون الدبلي والطاعون الرئوي.

## طاعون إنتان الدم في الحيوانات
طاعون إنتان الدم هو حيواني المنشأ وينشأ هذا المرض عموما بالانتقال من الحيوانات مثل القوارض والحيوانات آكلة اللحوم إلى الإنسان. الماعز والأغنام والإبل أيضا قد تحمل البكتيريا. القطط نادرا ما تظهر عليها العلامات المرضية ولكن يمكن أن تصاب به. المناطق الغربية من منطقة السهول الكبرى في أمريكا الشمالية هي منطقة واحدة حيث تحدث إصابات الحيوانات بالطاعون بشكل شائع.
الحيوانات التي عادة تحمل بكتيريا الطاعون تكون إلى حد كبير من القوارض وفصيلة الأرانب، ولكن الحيوانات آكلة اللحوم في بعض الأحيان أيضا يمكن أن تصاب من فرائسها. فريسة الحيوانات ليست في مأمن من المرض، ويمكن أن يحدث فيها تفشي من سلالات مختلفة من الطاعون مثل الطاعون الحرجي (sylvatic plague)، والذي قضى مرة على سلالات من كلاب البراري ذوات الذيل الأسود والقوارض سوداء القدمين.
الطاعون كان نشطا في كلاب البراري ذوات الذيل الأسود خلال 40-50 سنة الماضية. في الولايات المتحدة تفشي المرض لا يحدث إلا في الولايات الغربية وهي عدوى مدمرة، مع معدلات وفيات بالقرب 100% لأن الحيوانات لا تمتلك مناعة ضد الطاعون. الناجين من ذلك الذي حدث لم يصابوا بالعدوى. المستعمرات التي تعافت من انتشار الطاعون لا تزال في خطر.
لأن القوارض سوداء القدمين تفترس كلاب البراري سوداء الذيل البرية وفهي أيضا ضحية للطاعون الحرجي. تفشي المرض يمكن أن يقتل ما يقرب من 100% من القوارض أما الباقون على قيد الحياة عادة ما يواجهون خطر المجاعة بسبب أن كلاب البراري هي فرائسها الرئيسية. حملات  الرذاذ والتطعيمات هي حملات تهدف إلى منع انتشار الطاعون بين هذه الحيوانات.

## الانتشار وطرق العمل
عدوى  يرسينيا في الإنسان  تكون أكثر شيوعا نتيجة لدغة البرغوث المصاب أو أحيانا عن طريق مصاب من الثدييات، ولكن مثل معظم الأمراض البكترية الجهازية، قد يكون هذا المرض ينتقل عن طريق فتحة في الجلد أو عن طريق استنشاق القطرات المعدية من الجو من العطس أو السعال. في كلتا الحالتين طاعون إنتان الدم لا يلزم أن يكون النتيجة النهائية، وعلى وجه الخصوص، ليس النتيجة الأولية، ولكن في بعض الأحيان يحدث أن الطاعون الدبلي على سبيل المثال يؤدي إلى عدوى في الدم، وينتج طاعون إنتان الدم. إذا كانت البكتيريا دخلت مجرى الدم بدلا من العقد الليمفاوية أو الرئتين، وتكاثرت في الدم، مما تسبب تجرثم الدم وشدة الإنتان. في طاعون إنتان الدم، السموم الداخلية التي تفرزها البكتيريا يمكن أن تسبب تخثر منتشر داخل الأوعية (DIC)، حيث الجلطات الدموية الصغيرة تتشكل في جميع أنحاء الجسم مما تؤدي عادة إلى نخر الأنسجة الموضعي وموت الأنسجة من نقص في الدورة الدموية والتروية.
التخثر المنتشر داخل الأوعية الدموية يتسبب في استنزاف موارد التخثر في الجسم، بحيث لم يعد من الممكن السيطرة على النزيف. وبالتالي الدم غير المتجلط ينزف إلى الجلد والأعضاء الأخرى، مما يؤدي إلى طفح جلدي أحمر أو أسود وقيء دموي أو نفث الدم (بصق الدم). الطفح الجلدي قد يسبب كدمات على الجلد التي تبدو إلى حد ما مثل لدغات الحشرات، وعادة حمراء وأحيانا بيضاء في المركز.
طاعون إنتان الدم غير المعالج هو دائما تقريبا مميت. العلاج المبكر بالمضادات الحيوية يقلل من معدل الوفيات بنسبة بين 4 و 15 في المئة. الموت أمر لا مفر منه تقريبا إذا تأخر العلاج أكثر من 24 ساعة، بعض الناس قد يموت في نفس اليوم الذي اكتشف فيه المرض.
طاعون إنتان الدم الطاعون سببه النقل المباشر والأفقي. النقل الأفقي هو نقل المرض من فرد إلى آخر بغض النظر عن علاقة الدم. النقل المباشر يحدث من الاتصال الجسدي الوثيق مع الأفراد من خلال الاستخدام المشترك للهواء، من لدغة مباشرة من البرغوث أو القوارض المصابة. القوارض هي الأكثر شيوعا لحمل البكتيريا مثل  فصيلة الأرانب ومنها الأرانب:
أكبر حاملي البكتيريا في الولايات المتحدة تشمل:
- الفئران
- كلاب البراري
- السناجب
- صيدناني
- الأرانب

البكتيريا هي عالمية، أساسا في القوارض في جميع القارات ما عدا أستراليا والقارة القطبية الجنوبية. أعظم  حالات الإصابات بالمرض بين الإنسان تحدث في أفريقيا. البكتيريا الأكثر شيوعا تظهر في المناطق الريفية وكلما كان هناك سوء الصرف الصحي، الاكتظاظ وارتفاع أعداد القوارض في المناطق الحضرية. الأنشطة في الهواء الطلق مثل رياضة المشي لمسافات طويلة والتخييم أو الصيد حيث يمكن أن توجد الحيوانات المصابة بالطاعون، يزيد من خطر الإصابة بطاعون إنتان الدم وكذلك بعض المهن مثل الطب البيطري أو الأعمال الأخرى الخاصة بالحيوانات.

## الأعراض
الأعراض المعتادة في البشر هي:
- ألم في البطن
- نزيف تحت الجلد بسبب مشاكل تخثر الدم
- نزيف من الفم أو الأنف أو المستقيم
- الإسهال
- حمى
- قشعريرة
- انخفاض ضغط الدم
- الغثيان
- فشل الأجهزة
- القيء
- الصدمة
- موت الأنسجة (الغرغرينا) التي تسبب اسوداد في الأطراف، ومعظمها في أصابع اليدين والأنف
- صعوبة في التنفس

بيد أن طاعون إنتان الدم قد يسبب الموت قبل أي أعراض تحدث. الأعراض الشائعة السابقة هي منتشرة  في العديد من الأمراض البشرية، ولا تعتبر تشخيصية من أي شكل من أشكال الطاعون.
بسبب أن طاعون إنتان الدم يمكن أن يتم عن طريق الحيوانات، وتشمل الأعراض:
- تورم مؤلم في الغدد الليمفاوية (مع خراجات)[10]
- حمى
- التهاب
- الاكتئاب
- فقدان الشهية
- القيء
- الجفاف
- الإسهال
- تضخم اللوزتين
- إفرازات من العيون
- فقدان الشهية/فقدان وزن ملاحظ
- تقرحات الفم
- عدوى جهازية في الدم
- الغيبوبة قد تتبع

مرة أخرى على الرغم من ذلك، هذه الأعراض هي مشتركة بين عدد من الأمراض الأخرى البشرية والتي لا علاقة لها بالطاعون.

## التشخيص
الطبيب أو البيطري سيقوم بإجراء الفحص العام والذي يشمل السؤال عن التاريخ الطبي والمصادر المحتملة من التعرض. الاختبارات التالية الممكنة يمكن أن تشمل:
- عينات الدم (الكشف عن الأجسام المضادة)
- مزرعة عينات من سوائل الجسم (التحقق من وجود بكتيريا يرسينيا بيستيس)
- اختبار وظائف الكلى والكبد
- تحقق من احتواء النظام الليمفاوي على أي علامات للعدوى
- فحص سوائل الجسم للكشف عن علامات غير طبيعية
- التحقق من وجود تورم
- تحقق من وجود علامات الجفاف
- التحقق من الحمى
- التحقق من التهاب الرئة[10]

## العلاج
ابتداء استخدام المضادات الحيوية في وقت مبكر هو الخطوة الأولى في علاج طاعون إنتان الدم في البشر. واحدة من المضادات الحيوية الآتية يمكن استعمالها:
- الستربتومايسين
- جنتاميسين
- التتراسايكلين أو الدوكسيسايكلين
- الكلورامفينيكول
- سيبروفلوكساسين

تصريف الغدد الليمفاوية قد يتم والمريض سوف يحتاج إلى مراقبة وثيقة.
في الحيوانات المضادات الحيوية مثل التتراسيكلين أو الدوكسيسيكلين يمكن استخدامها. التنقيط  الوريدي يمكن أن يستخدم للمساعدة في حالات الجفاف. القضاء على البراغيث قد يستخدم أيضا. في بعض الحالات القتل الرحيم قد يكون الخيار الأفضل للعلاج ومنع المزيد من الانتشار.

## الوقاية والاحتياطات
الخطوات التالية والاحتياطات التي ينبغي استخدامها لتجنب عدوى طاعون إنتان الدم:
- مقدمي الرعاية للمرضى المصابين يجب ارتداء الأقنعة، القفازات، النظارات الواقية والعباءات
- تناول المضادات الحيوية إذا كان على اتصال وثيق مع المريض المصاب
- استخدام المبيدات الحشرية في جميع أنحاء المنزل
- تجنب الاتصال مع القوارض الميتة أو القطط المريضة
- تعيين الفخاخ إذا كانت الفئران أو الجرذان موجودة في جميع أنحاء المنزل
- لا يسمح للحيوانات الأليفة للأسرة بالتجول في المناطق التي الطاعون هو شائع فيها
- القضاء على البراغيث وعلاج الحيوانات (وخاصة القوارض)

## طاعون إنتان الدم في العصور الوسطى
طاعون إنتان الدم كان أقل شيوعا من الثلاثة أنواع من الطاعون التي وقعت خلال فترة الموت الأسود من 1348 إلى 1350م(الاثنين الآخرين هما الطاعون الدبلي والطاعون الرئوي). مثل الآخرين، طاعون إنتان الدم الطاعون انتشر من الشرق من خلال طرق التجارة في البحر الأسود وصولا إلى البحر الأبيض المتوسط.
العديد من المدن الرئيسية التي يوجد بها موانئ مثل البندقية وفلورنسا كانت الأشد تضررا. فقدان أعداد ضخمة من السكان العاملين في أوروبا خلال فترة الموت الأسود، مما أدى إلى زيادة العبء الاقتصادي من خلال فقدان الأيدي العاملة مما أدى إلى القنانة والذي عجل قيام ثورة الفلاحين في عام 1381.

## في الوقت الحاضر
في عام 2015 أصيب فتى في السادسة عشر من عمره بطاعون انتان الدم في مقاطعة لاريمر شمال كولورادو بعدما تم عضه بواسطة برغوث قد عض أحد القوارض في ملكية عائلته. فقط ثلاثة أشخاص في ولاية كلورادو أصيبوا بهذه البكتيريا خلال الثلاثين سنة الأخيرة.